# Statystyczna kontrola procesu
Statystyczna kontrola procesu (SKP, ang. statistical process control, SPC) – metoda zarządzania jakością z zastosowaniem statystycznej kontroli procesów przemysłowych.
SPC jest oparte na stałym prowadzeniu kart kontrolnych procesów, które umożliwiają obiektywną ocenę, czy dany proces podlega swojej normalnej zmienności, czy zaczyna zachowywać się "niestandardowo". Zgodnie z teorią kart kontrolnych przyczyny zmienności w procesie można podzielić na:
- Przyczyny naturalne (standardowe) - widoczne są przez cały czas prowadzenia czynności; przyczyny naturalne zmienności są stałe co do wielkości i występują w dużej ilości, ale pojedynczy efekt każdej z nich jest niewielki; naturalne przyczyny zmienności mają wpływ tylko na zmienność krótkoterminową; aby je zmniejszyć potrzeba zmiany całego procesu; przykładowe naturalne przyczyny zmienności to zmienność czynników produkcji, zmienność warunków czy dokładność aparatury pomiarowej, w których prowadzony jest proces;

- Przyczyny specjalne (niestandardowe) - przyczyny zmienności nie zawsze obecne w procesie oraz zmienne co do wielkości; wywołują dużą zmienność w procesie, powodują przesunięcie się średniej i dzięki temu mają wpływ na długoterminową wariancję, przykładowe specjalne przyczyny zmienności to złe ustawienie maszyny, niewykwalifikowany operator;

Dzięki stosowaniu kart kontrolnych można szybko zauważyć kiedy dane zjawisko zaczyna zachowywać się "niestandardowo" i w razie potrzeby zareagować. W przemyśle karty kontrolne służą do sprawdzania stabilności procesu produkcyjnego w czasie.
Twórcą metody jest Walter A. Shewhart, który wdrożył te metody w amerykańskim przemyśle samochodowym w latach 30. XX w.